# نفرو الثانية
نفرو الثانية ، هي ملكة مصرية قديمة غير حاكمة أو زوجة ملك من عهد الأسرة الحادية عشرة ، و قد كانت زوجة للملك منتوحتب الثاني.

## حياتها
الملكة نفرو الثانية معروفة بشكل رئيسي من قبرها (TT319) في منطقة الدير البحري ، و رغم أن المقبرة قد وجدت مدمرة بشكل كبير إلا أنه تم الحفاظ على غرفة الدفن المنقوشة جيداً و تم العثور على العديد من الشظايا و النقوش في محراب المقبرة الداخلي ، و تشير النقوش في المقبرة إلى أنها كانت ابنة شخص يدعى ياح ، على الأرجح هي الملكة ياح التي كانت والدة الملك منتوحتب الثاني. و على ذلك فقد كانت شقيقته. ومن المعروف أن منتوحتب الثاني كان ابن الملك انتف الثالث الذي كان على الأرجح والد نفرو الثانية كذلك.

## ألقابها
- زوجة الملك.
- ابنة الملك.[1]